# Дадо Глишић
Драгослав Дадо Глишић (Бања Лука, 23. новембар 1977) је босанскохерцеговачки и српски певач, композитор и музички продуцент.
Током каријере објавио је пет студијских албума, а једне од најпознатијих песама су му Адриана, Сто беспућа, Буди свачија, Чија ли си?, Дишем ал’ нисам жив, Добар и луд, Дођи…, Копија, Непоновљива и Оставићу руже. Поред певања, свира клавијатуре, бас гитара, перкусије, а за свој рад добитник је неколико награда.

## Биографија и каријера
Глишић је рођен 23. новембра 1977. године у Бањој Луци, где је похађао основну школу и музичку школу „Владо Милошевић” на одсеку за клавир. Након неког времена, напушта музичку школу и узима часове код професора клавира Мухамеда Браце Скопљака.
Након завршетка рата у Босни и Херцеговини, Глишић се сели у Београд, где почиње да се усавршава као музичар. Године 1999. са Злаја бендом објављује албум Адриана, а  наредне године албум Опет ти, оба за Гранд продукцију. Исте, 2000. године са песмом Згазио ме живот пријављује се на Музички фестивал Будва и пласира се у финале такмичења.
Године 2003. Глишић објављује поп песму Дишем ал’ нисам жив, која у кратком року доспева на велики број музичких топ листа широм Балкана. На Радијском фестивалу Радија С учествује 2004. године са песмом Добар и луд, након чега снима видео-спот за песму Сто беспућа. Трећи студијски албум под називом Љубави... објављује 2005. године за Сити рекордс, који је уједно био најпродаванији албум те године у СРЈ. Награду за „Најбољу композицију” Глишић осваја на фестивалу у Врњачкој Бањи са песмом Још тражим 2007. године, што је уједно био његов последњи наступ све до 2012. године.
У периоду 2002—2008 био је зависник од дрога, а 2007 године повлачи се са музичке сцене. Након паузе, Глишић 2011. године објављује песму „Непоновљива”, коју је продуцирао у свом студију The Best у Бањалуци. Са поп баладом Дођи 2012. године наступа на фестивалу Врњачкој бањи где осваја „Награду за најбољу композицију”.
Године 2012. објавио је четврти албум под називом Дођи... за Сити рекордс, са којег се издвајају песме Кад бих ја, Бројиш до сто са Катарином Остојић Кајом, Нисам твој и друге. Средином 2013. године написао је музику за дуетску песму Аустралија и Америка, коју је извео са Жељком Васићем и са којом је најавио нови албум Још није готово, који је објављен 2013. године. Са албума су се издвојиле песме Чија ли си, Једини разлог, Буди свачија, баладе Проклет и сам и Јер те волим.
Добитник је Оскара популарности 2014. године за песму Аустралија и Америка, коју је извео у дуету са Жељком Васићем. Сингл „Због тебе” објавио је у новембру 2015. године. Песма је снимана у студију  The Best у Бањалуци од августа до октобра 2014. године. Током 2015. године објавио је и сингл Дух у гомили.

## Дискографија
| Албум                     | Година | Издавачка кућа   |
| ------------------------- | ------ | ---------------- |
| Адриана (са Злаја бендом) | 1999   | Гранд продукција |
| Опет ти                   | 2000   | Гранд продукција |
| Љубави...                 | 2005   | Сити рекордс     |
| Дођи...                   | 2012   | Сити рекордс     |
| Још није готово           | 2013   | Сити рекордс     |

Сарадње и дуети
- Кажи вило (2001) са Цецом Славковић
- Бројиш до сто (2012) са  Кајом
- Аустралија и Америка (2013) са Жељком Васићем

### Спотови
- Дођи (2012)
- Сто беспућа (2005)
- Дишем ал' нисам жив (2005)
- Двоје у постељи (2005)
- Непоновљива (2012)
- Кад бих ја (2012)
- Бројиш до 100 (2012) са Кајом
- Буди свачија (2014)
- Аустралија и Америка (2014) са Жељком Васићем
- Чија ли си (2014)

## Фестивали
Пјесма Медитерана, Будва:
- „Згазио ме живот”, 2001

Радијски фестивал, Србија,
- „Добар и луд”, 2004
- „Буди свачија”, 2013

Врњачка Бања:
- „Још тражим”, 2007
- „Дођи”, победничка песма, 2012

Пинк музички фестивал:
- „Дух у гомили”, 2015